# Drunk
Pour plus de détails, voir Fiche technique et Distribution.
Drunk ou Alcootest au Québec (Druk),  est un film dano-suédo-néerlandais réalisé par Thomas Vinterberg, sorti en 2020.
Le film est sélectionné en « compétition officielle » au Festival de Cannes 2020.

## Synopsis
Quatre amis, professeurs dans un lycée, quadragénaires un peu dépassés, décident de mettre en pratique la théorie d’un psychologue norvégien selon laquelle l’homme aurait dès la naissance un déficit d’alcool dans le sang. Faisant preuve d'une rigueur prétendument scientifique, ils relèvent ensemble le défi (dans la sphère privée ou professionnelle), chacun espérant que sa vie sera meilleure. Si, dans un premier temps, les résultats sont encourageants, la situation dérape rapidement et échappe à leur contrôle.

## Fiche technique
- Titre original : Druk
- Titre français : Drunk
- Titre québécois : Alcootest
- Titre international : Another Round
- Réalisation : Thomas Vinterberg
- Scénario :  Thomas Vinterberg et Tobias Lindholm
- Photographie : Sturla Brandth Grøvlen
- Montage : Janus Billeskov Jansen et Anne Østerud
- Musique : Janus Billeskov Jansen ; chanson What a life : Scarlet Pleasure et Suzane
- Pays d'origine :  Danemark,  Suède,  Pays-Bas
- Langue originale : danois
- Format : couleur — 35 mm
- Genre : comédie noire
- Durée : 115 minutes
- Dates de sortie :
  - Canada : 12 septembre 2020 (Festival de Toronto)
  - Danemark : 24 septembre 2020
  - France : 11 octobre 2020 (Festival Lumière) ; 14 octobre 2020 (sortie nationale)

## Distribution
- Mads Mikkelsen (VF : Yann Guillemot) : Martin
- Thomas Bo Larsen (VF : Emmanuel Karsen) : Tommy
- Magnus Millang (VF : Christophe Lemoine) : Nikolaj
- Lars Ranthe (VF : Boris Rehlinger) : Peter
- Maria Bonnevie (VF : Ethel Houbiers) : Anika
- Helene Reingaard Neumann (VF : Nathalie Bienaimé) : Amalie
- Susse Wold (VF : Anne Plumet) : la principale du lycée
- Magnus Sjørup (VF : Nicolas Perrat) : Jonas
- Silas Cornelius Van (VF : Félix Terrier) : Casper
- Albert Rudbeck Lindhardt (VF : Damien Le Délézir) : Sebastian
- Martin Greis-Rosenthal : le maître d'hôtel
- Frederik Winther Rasmussen : Malthe
- Aksel Vedsegaard (VF : Arnaud Stephan) : Jason
- Aya Grann (VF : Marie Nédélec) : Josephine
- Images d'archives de Léonid Brejnev, Boris Eltsine, Angela Merkel, Boris Johnson, Jean-Claude Juncker, Nicolas Sarkozy, Bill Clinton, Michel Daerden[1]

 Source et légende : version française (VF) sur RS Doublage

## Production

### Genèse et développement
Le film met en pratique la théorie du psychologue norvégien Finn Skårderud (en) (que par ailleurs celui-ci réfute), selon laquelle l'homme serait né avec un taux d’alcool dans le sang qui présenterait un déficit de 0,5g/l,.

### Tournage
Le tournage démarre en mai 2019. Il est marqué par la mort de la fille du réalisateur, Ida, lors d'un accident de voiture quatre jours après le début du tournage. Cet évènement vient perturber la production du film et pousse le réalisateur à modifier le scénario afin d'en changer la morale. Ida devait apparaître à l'écran en tant que fille de Martin, le personnage de Mads Mikkelsen. Le film lui sera dédié, et certaines scènes du film seront tournées dans une de ses salles de classe en présence de ses camarades.

## Accueil

### Accueil critique
En France, le film est très bien accueilli, Allociné proposant une moyenne de 3,8/5 pour l'ensemble des critiques de presse répertoriées sur le site.
D'après Christophe Caron de La Voix du Nord : « À partir de ce postulat extravagant, Thomas Vinterberg signe le bouleversant portrait de quatre hommes accablés par les blessures qui se cachent derrière leur monotonie. Mads Mikkelsen impérial. »
Pour Olivier De Bruyn (dans Les Échos) : « Grâce à son intelligence scénaristique et à sa mise en scène nerveuse, Thomas Vinterberg signe une tragicomédie existentielle qui passionne du premier au dernier plan. Au cœur de cette farce mélancolique, un immense acteur : Mads Mikkelsen. »

### Box-office
| Pays ou région | Box-office      | Date d'arrêt du box-office | Nombre de semaines |
| -------------- | --------------- | -------------------------- | ------------------ |
| Danemark       | 802 693 entrées | -                          | -                  |
| France         | 456 939 entrées | 20 juillet 2021            | 12                 |
| Total mondial  | 21 729 665 $    | -                          | -                  |

## Distinctions

### Récompenses
- Festival international du film de Saint-Sébastien 2020 : Coquille d'argent du meilleur acteur pour Mads Mikkelsen, Thomas Bo Larsen, Lars Ranthe et Magnus Millang[12],[13]
- Prix du cinéma européen 2020[14] : 
  - Meilleur film
  - Meilleur réalisateur pour Thomas Vinterberg
  - Meilleur acteur pour Mads Mikkelsen
  - Meilleur scénariste
- César 2021 : Meilleur film étranger[15]
- BAFTA 2021 : Meilleur film en langue étrangère
- Oscars 2021: Meilleur film international

### Sélection
- Label Festival de Cannes 2020

### Nomination
- Golden Globes 2021 : Meilleur film en langue étrangère

- BAFTA 2021 :
  - Meilleur réalisateur pour Thomas Vinterberg
  - Meilleur acteur pour Mads Mikkelsen
  - Meilleur scénario original

- Oscars 2021 : Meilleur réalisateur pour Thomas Vinterberg